# 全美航空1549號班機事故

全美航空1549號班機起飛到迫降的航線

全美航空1549號班機 （英語：US Airways Flight 1549）是一班美国全美航空公司由纽约市拉瓜迪亞機場起飛，中途停留北卡羅萊納州夏洛特道格拉斯国际机场，前往华盛顿州西塔科西雅图－塔科马国际机场的每日定期国内商业客运航班。2009年1月15日，一架空中巴士A320-214負責該航線，在起飞爬升过程中遭加拿大黑雁鸟击，导致两個引擎同时熄火，飞机完全失去动力，駕駛艙機組人員在确认无法到达任何附近机场后，决定于哈德逊河河面进行迫降。該航班于升空6分钟后紧急迫降于曼哈顿中城西側的哈德逊河河面，結果機上共155人全數生還，該事件也稱為「哈德遜河的奇蹟」（Miracle on the Hudson）。

## 概要
當天下午，機身編號N106US之空中巴士A320客機，由57歲的機長萨伦伯格和49歲的副駕駛傑弗瑞·斯凱爾斯執飛，於下午3時26分在紐約拉瓜迪亞機場起飛。起飛一分鐘左右，機長向機場控制塔報告，指飛機上兩具引擎都遭受鳥擊而失去動力，要求立即折返機場。機場方面隨即指示1549號班機立即折返，但萨伦伯格機長發現距離過遠，不能掉頭折返拉瓜迪亞機場，於是準備將客機飛往紐澤西州的泰特伯勒機場作緊急降落；但其後機長又發現當時飛機的高度及下降速率，無法讓客機安全降落於泰特伯勒機場。於是，機長決定避開人煙稠密地區，冒險讓客機緊急降落在貫穿紐約市的哈德遜河上。拉瓜迪亞塔台在機長告知即將降落哈德遜河23秒後失去與班機聯繫。

## 水上迫降
飛機飛進哈德遜河河道上空，並以滑翔方式緩緩下降。飛機機尾首先觸水，其後以機腹接觸水面滑行，飛機左側的一號引擎於水面滑行期間脫落沉入河底。最後，飛機於曼哈頓附近停止滑行，機身大致保持完整。

## 疏散和救援
當機身完全停止後，機身開始慢慢下沉，於是緊急疏散程序立即展開。當時機上的乘客都保持秩序，讓婦孺先離開機艙；機長負責指揮疏散，並且兩次仔細檢查機艙是否仍有乘客，確定所有乘客離開後才最後離開客機。機上所有人都停留在機翼上及緊急充氣逃生滑梯上等待救援。
警方與消防隊於事發後立即出動，消防蛙人於事發後5-7分鐘首先乘直昇機到達跳入只有攝氏4度的河水中拯救生還者；附近的渡輪亦積極參與拯救行動，船上的人將救生衣拋下河中及將生還者救上渡輪，並將沒有受傷的乘客載至河畔的餐廳安頓；受傷的乘客立即被安排到附近醫院救治。

## 事後調查

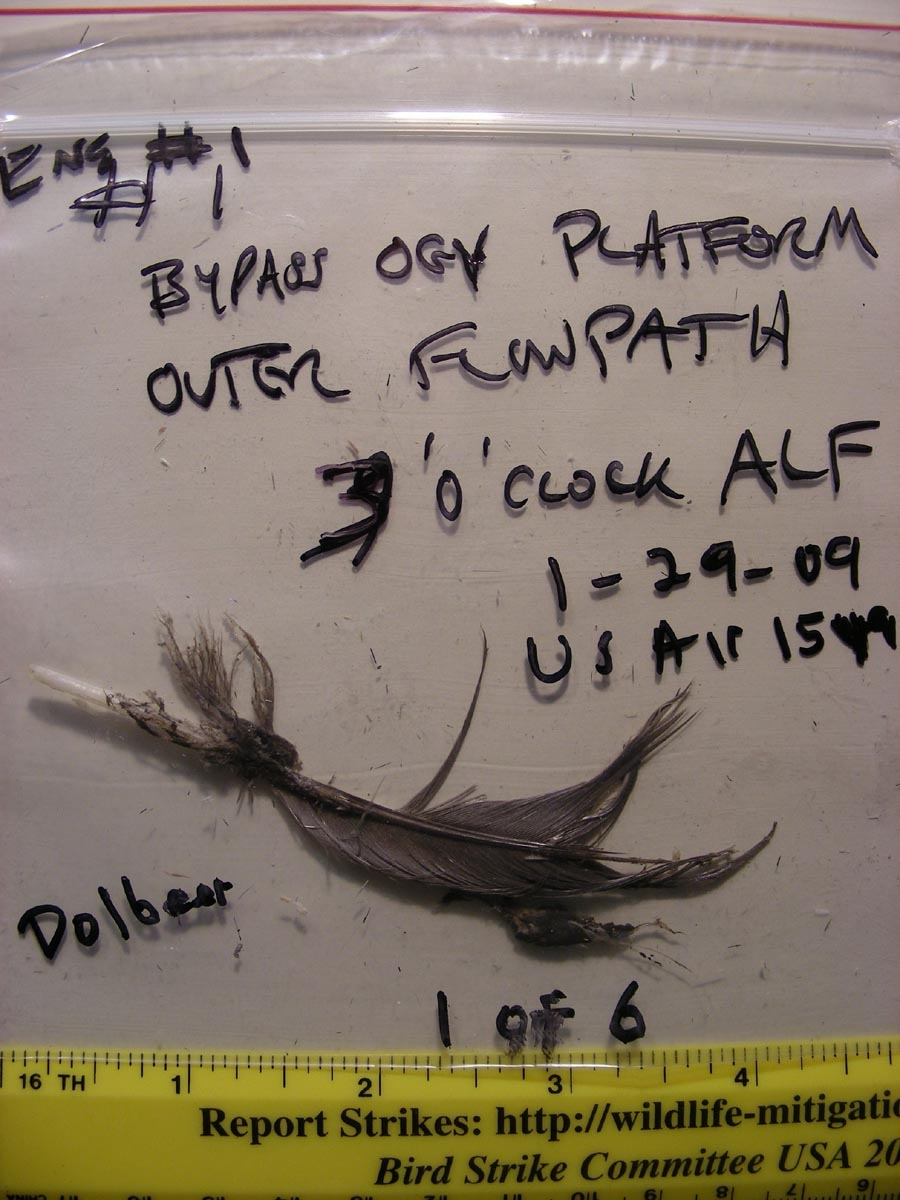
於出事客機的1號引擎發現的加拿大雁羽毛

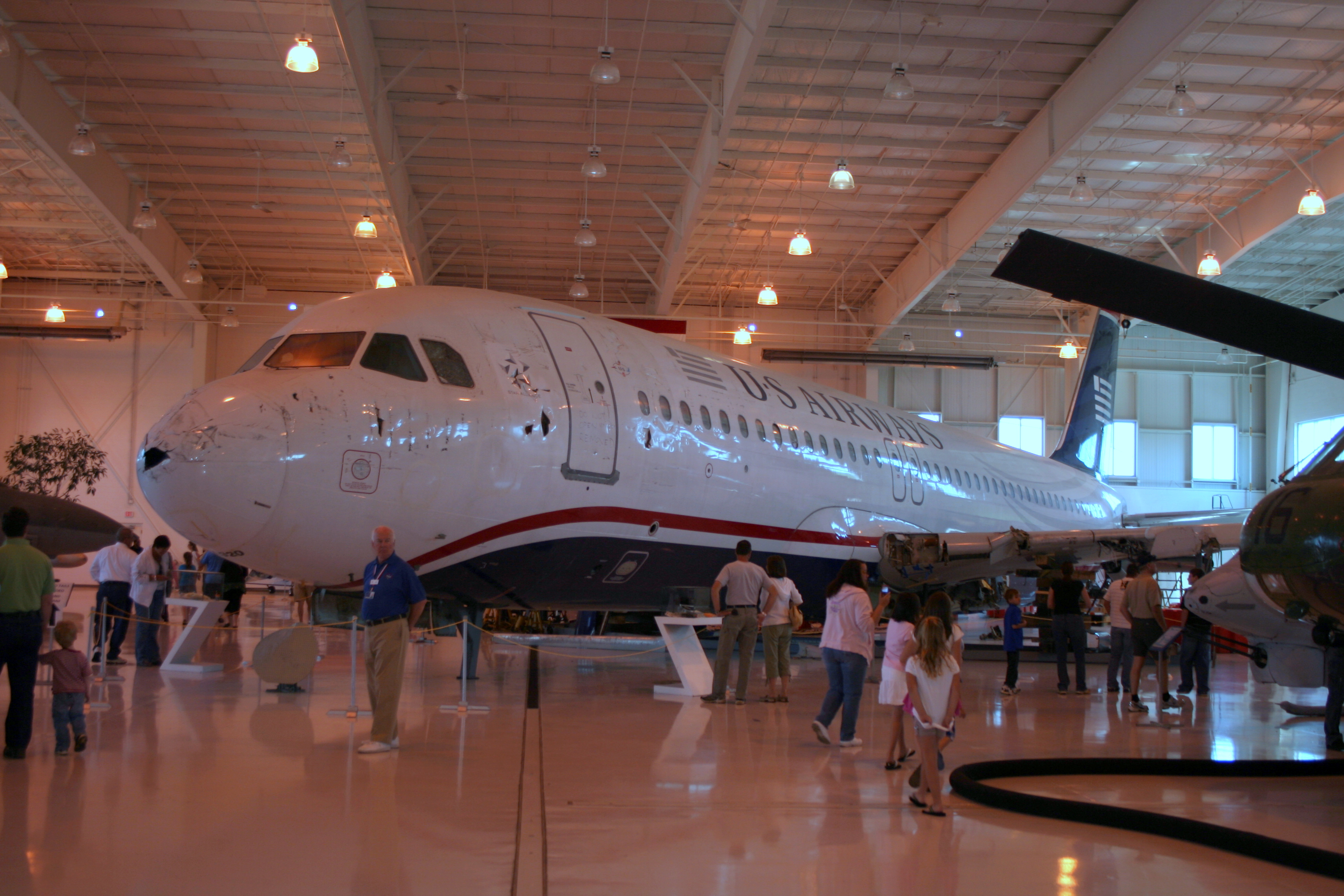
已是博物館展品的N106US

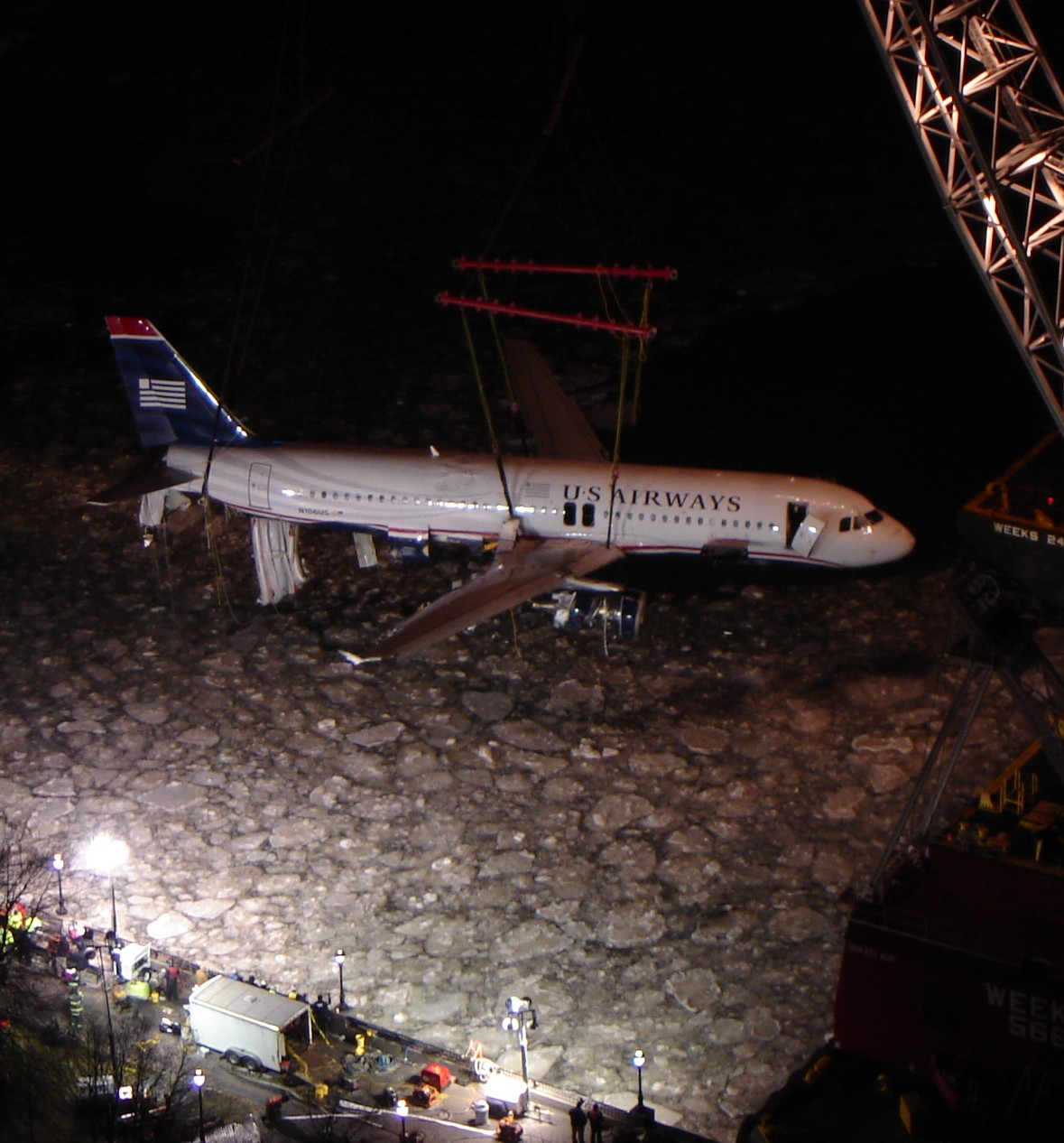
將飛機從河裡吊起

事件初報確定，飛機失去動力的原因是因為飛機於爬升期間遇上一群加拿大黑雁，引擎可能吸入數隻這類候鳥，並使飛機因承受不了這龐大的撞擊力而停止運作。飛機於出事後兩天被打撈出水面，以詳細調查更多失事原因。
最終調查，引擎確實吸入數隻遷徙的候鳥（引擎皆有設計成防鳥撞擊，但由於加拿大黑雁候鳥體積龐大導致引擎最終失效），造成事故。
事發後機長普遍被生還者及美國民眾（特別是紐約市民）推崇為英雄，因他於飛機出事時臨危不亂，以高超技術急降飛機於河面上，不但机身大致保持完整，還令機上所有人生還，而且在疏散乘客時，他還兩度檢查機艙，確保沒有乘客被困才最後一人離開機艙。
該事件後，全美各地機場皆試營運鳥類偵測雷達，如飛機會經過鳥群，塔台就會告知該航班，以避開鳥群。
薩利博格機長在1980年加入全美航空，此前有曾在美國空軍駕駛F-4戰機的經驗。他亦曾多次參與美國國家運輸安全委員會（即NTSB）協助調查飛機失事事故，並在加州大學柏克萊分校任教，研究災難危機管理。一般認為，機長豐富的經驗及其危機處理的概念，是他可以將客機安全迫降河面的原因。
N106US的機體則於2011年6月被運往卡羅來納州航空博物館進行展示。博物館在2022年1月14日宣布將改名為「薩利博格航空博物館」，2022年9月起以新館名運作。

## 后续处理
乘客和机组人员共轻伤95人，重伤5人，78人接受了治疗，主要是因为轻伤和体温过低。飞机上没有携带宠物。 （页面存档备份，存于）
每位乘客都收到了一封道歉信和5,000 美元的行李丢失赔偿金（如果他们能证明损失超过此数目，则再多收到5,000美元），并退还机票价格。2009年5月，他们收到了所有已找回的物品和每人10,000美元的报价，以换取同意不起诉全美航空公司。 （页面存档备份，存于）
许多乘客和救援人员后来出现了PTSD，例如失眠、闪回和惊恐发作，有些人发起了网上互助小组。负责飞行的管制员说：“整个事件中最艰难、最痛苦的部分是在它结束的时候。” （页面存档备份，存于）
2009年年中，为防止类似事故发生，纽约政府在市区17个地点捕获并消灭了1,235只加拿大鹅，并在1,739只鹅蛋上涂上油，以窒息蛋中的胚胎。截至2017年，纽约市累计共消灭了70,000只鸟。 （页面存档备份，存于）

## 大眾媒體
本次空難收錄於《空中浩劫》第十季第五集“Hudson River Runway”中。國家地理頻道也拍攝了。
2015年6月2日宣布此事件將改編成電影，並由克林·伊斯威特執導。《薩利機長：哈德遜奇蹟》在2016年9月2日於特柳賴德影展上映。

## 外部連結
- Loss of Thrust in Both Engines, US Airways Flight 1549 Airbus Industrie A320-214, N106US（页面存档备份，存于），NTSB的報告書。（英文）
- （页面存档备份，存于） （英文）
- AirDisaster.Com對事故的報告（页面存档备份，存于） （英文）
- 被打撈上岸的客機(照片來自Airliners.Net)（页面存档备份，存于） （英文）
- 出事前仍未換裝的N106US(照片來自Airliners.Net)（页面存档备份，存于） （英文）